# Cao Kun
Cao Kun (nome de cortesia: Zhongshan (仲珊)) (12 de dezembro de 1862 - 15 de maio de 1938) foi presidente da República da China e líder militar da Facção Zhili do Exército de Beiyang, também atuou como curador da Universidade Católica Fu Jen.

## Juventude e ascensão à liderança
Cao nasceu em uma família pobre em Tianjin. Durante a Primeira Guerra Sino-Japonesa, em 1894, foi com o exército para combater em Choson. Depois que a guerra acabou, ele se juntou a Yuan Shikai para participar na formação do Novo Exército (conhecido como Exército de Beiyang). Admirado por Yuan, Cao conseguiu ascender muito rapidamente.
Foi feito general do Exército de Beiyang e liderou a Facção Zhili após a morte de Feng Guozhang. Durante a eleição de 1918, lhe foi prometido a vice-presidência por Duan Qirui mas o gabinete permaneceu vago depois que a maioria da Assembleia Nacional retirou-se privando-a de um quorum. Ele se sentiu traído por Duan e derrotou-o em uma batalha em 1920. Forçou a renúncia de Xu Shichang e Li Yuanhong e foi presidente da República da China (em Pequim) de 10 de outubro de 1923 a 2 de novembro de 1924.
Cao tinha uma ligação familiar com o comandante militar chinês muçulmano Ma Fuxing, que residia em Xinjiang.

## "Presidente do Suborno"
Cao Kun infamemente adquiriu o gabinete presidencial subornando abertamente membros da assembleia com 5 000 dólares de prata cada um. Esse episódio trouxe descrédito ao Governo de Beiyang e sua assembleia, que não dispunha de um quorum até mesmo para organizar eleições. Isso voltou todas as facções rivais contra ele e sua camarilha começou a sofrer com dissensões. As relações com o seu principal protégé, Wu Peifu, azedaram e houve rumores de uma separação iminente dentro da Facção Zhili mas eles permaneceram juntos para lutar contra a Facção Fengtian.
Um de seus primeiros atos como presidente foi promulgar a Constituição de 1923. Apressadamente elaborada pela assembleia cheia de culpa, foi considerada mais democrática e progressista ainda, mas como as cartas anteriores foi completamente ignorada.
Durante uma guerra contra Zhang Zuolin em outubro de 1924, Cao foi traído e preso por seu general Feng Yuxiang no Golpe de Pequim. Feng ocupou Pequim e forçou Cao a renunciar. Seu irmão, Cao Rui, cometeu suicídio enquanto sob prisão domiciliar. Ele seria libertado dois anos mais tarde, como um gesto de boa vontade de Feng para Wu Peifu.
Cao morreu em sua casa em Tianjin em maio de 1938.